# Maurice de Ramaix
Maurice Paul François de Ramaix (Sint-Joost-ten-Node, 2 maart 1850 – Grune, 16 september 1918) was een Belgisch diplomaat, bestuurder en politicus voor de Katholieke Partij.

## Levensloop

### Familie
Maurice de Ramaix was een telg uit het geslacht De Ramaix. Hij was een zoon van Napoléon de Ramaix en Pauline van der Meerschen. Hij trouwde in 1877 in Antwerpen met Cécile De Meester (1856-1882), dochter van jhr. Athanase de Meester, senator, en in tweede huwelijk in 1884 in Den Haag met de Nederlandse Marie Suermondt (1855-1931), dochter van Cornelis Suermondt, koopman. Hij kreeg twee zoons en een dochter uit het eerste bed en een dochter uit het tweede bed.
- Gaston de Ramaix (1878-1937), diplomaat, trouwde in 1920 in Brussel met Marie-Louise Descantons de Montblanc (1893-1986), dochter van baron Ernest Descantons de Montblanc, provincieraadslid van West-Vlaanderen. Ze kregen twee zoons en vijf dochters, met afstammelingen tot heden.
- Marie-Josèphe de Ramaix (1879-1952), trouwde in 1903 in Antwerpen met burggraaf Raymond de Biolley (1866-1937), gemeenteraadslid van Verviers, provincieraadslid van Luik en volksvertegenwoordiger, zoon van burggraaf Emmanuel de Biolley, industrieel, provincieraadslid van Luik, gemeenteraadslid van Verviers en senator. Ze kregen een zoon en twee dochters, met afstammelingen tot heden.
- Amaury de Ramaix (1881-1955), diplomaat en burgemeester van Baulers, trouwde in 1916 in Le Havre met jkvr. Déliane van Weede (1890-1986), dochter van jhr. Hendrick van Weede, Nederlands diplomaat. Ze kregen een zoon en vier dochters, met afstammelingen tot heden.
- Hedwige de Ramaix (1886-1962), trouwde met Raoul van de Werve (1880-1964), zoon van graaf Léon van de Werve (1851-1920), voorzitter van de Koninklijke Zoölogische Vereniging van Antwerpen. Ze kregen twee zoons, met afstammelingen tot heden.

### Loopbaan
De Ramaix behaalde de kandidatuur in het notariaat (1870) en het doctoraat in de rechten (1876) aan de Université libre de Bruxelles. 
Hij werd al heel jong opgenomen in de diplomatie en was in verschillende Europese landen gezantschapsattaché. Hij werd door de Heilige Stoel benoemd tot pauselijk graaf. In België verkreeg hij in 1888 opname in de erfelijke adel. 
In 1892 werd hij verkozen tot katholiek volksvertegenwoordiger voor het arrondissement Antwerpen en vervulde dit mandaat tot in 1900. Van 1902 tot zijn dood was hij senator voor het arrondissement Antwerpen.
In 1894 was De Ramaix secretaris-generaal van de Wereldtentoonstelling in Antwerpen en in 1895 commissaris-generaal voor de Belgische afdeling op de Wereldtentoonstelling van 1895 in Bordeaux. Daarnaast was hij lid van de Hoge Bosraad.  
Tijdens de Eerste Wereldoorlog trok hij zich terug op het Kasteel van Grune bij Nassogne, waar hij in 1918 overleed.

### Overzicht diplomatieke en politieke carrière
| Carrièreoverzicht | Carrièreoverzicht | Carrièreoverzicht                                        |
| Periode           | Periode           | Ambt                                                     |
| ----------------- | ----------------- | -------------------------------------------------------- |
| jun 1871          | aug 1871          | In diplomatieke dienst                                   |
| aug 1871          | sep 1872          | Gezantschapsattaché in Parijs                            |
| sep 1872          | mei 1874          | Adjunct bij de Handelsdirectie in Brussel                |
| mei 1874          | jun 1876          | Gezantschapsattaché in Istanboel                         |
| jun 1876          | dec 1876          | Gezantschapssecretaris in Wenen                          |
| dec 1876          | dec 1878          | Adjunct bij de directie politiek in Brussel              |
| dec 1878          | jun 1882          | Gezantschapssecretaris Berlijn                           |
| jun 1882          | sep 1882          | Adjunct bij de directie politiek in Brussel              |
| sep 1882          | mei 1887          | Gezantschapssecretaris Den Haag                          |
| mei 1887          | sep 1889          | Gezantschapsadviseur Den Haag                            |
| sep 1889          | jan 1890          | belast met zending en consul-generaal in Perzië          |
| jan 1890          | 1892              | Eregezant                                                |
| 1892              | 1900              | Volksvertegenwoordiger voor het arrondissement Antwerpen |
| 1900              | 1918              | Senator                                                  |

### Bestuurstaken als ondernemer
In zijn leven na de diplomatie was De Ramaix, naast parlementslid, ook actief in de ondernemerswereld. Hij zetelde in heel wat raden van bestuur, voornamelijk in ondernemingen met buitenlandse activiteiten, waar beroep kon worden gedaan op zijn ervaring als diplomaat. Hij was onder meer bestuurder van:
- Hauts-Fourneaux de Monceau-sur-Sambre,
- Association Financière et Industrielle (voorzitter van 1906 tot 1914),
- La Coloniale Industrielle,
- Société Minière et Métallurgique de Monceau-Saint-Fiacre,
- Compagnie Anversoise d'Entreprises Coloniales et Industrielles (ondervoorzitter),
- Société Générale Belgo-Egyptienne,
- Société des Poêleries et Fonderies Russo-Belges,
- Société Minière Anversoise (ondervoorzitter),
- La Plumbaria,
- Portugalis,
- Société Belge de Banque et de Commerce,
- Estampage du Donetz,
- Société Métallurgique du Tambow (voorzitter),
- Société des Etudes d'Entreprises Russes (voorzitter),
- Forges Saint-Joseph, Couvin (voorzitter).

## Publicaties (selectie)
- La réforme sociale et économique en Europe et dans les Etats-Unis de l'Amérique du Nord. La législation du travail en Belgique, Brussel, Imprimerie des Travaux publics, 1889.
- 'Le Congo envisagé au point de vue belge, comme pays de production et de consommation', in Bulletin de la Société royale de géographie, 1891.
- La question sociale en Belgique et le Congo. Les lois ouvrières dans le présent et l'avanir. Les accidents du travail. Le Congo envisagé au point de vue de la solution économique de la question sociale en Belgique, Brussel, Lebègue, 1892.
- Beschaving en rijkdom van Belgisch-Congo, Antwerpen, Van Os-De Wolf, 1894.